# بيتر روبرتس
بيتر روبرتس (بالإنجليزية: Peter Roberts)‏ (16 فبراير 1952 في أستراليا - ) هو لاعب كريكت أسترالي. لعب مع فريق تسمانيا للكريكت.

## وصلات خارجية
- بيتر روبرتس على موقع إي آس بي آن كريك إنفو (الإنجليزية)